# Prison de Pentonville
HM Prison Pentonville
La prison de Pentonville (en anglais : HM Prison Pentonville), également appelée de manière informelle « The Ville », est une prison britannique de catégorie B conçue comme une prison-modèle et érigée en 1842 dans la banlieue londonienne sur la Caledonian Road à Barnsbury dans le borough londonien d'Islington, non loin de la ville de Pentonville qui lui donne son nom.

## Description

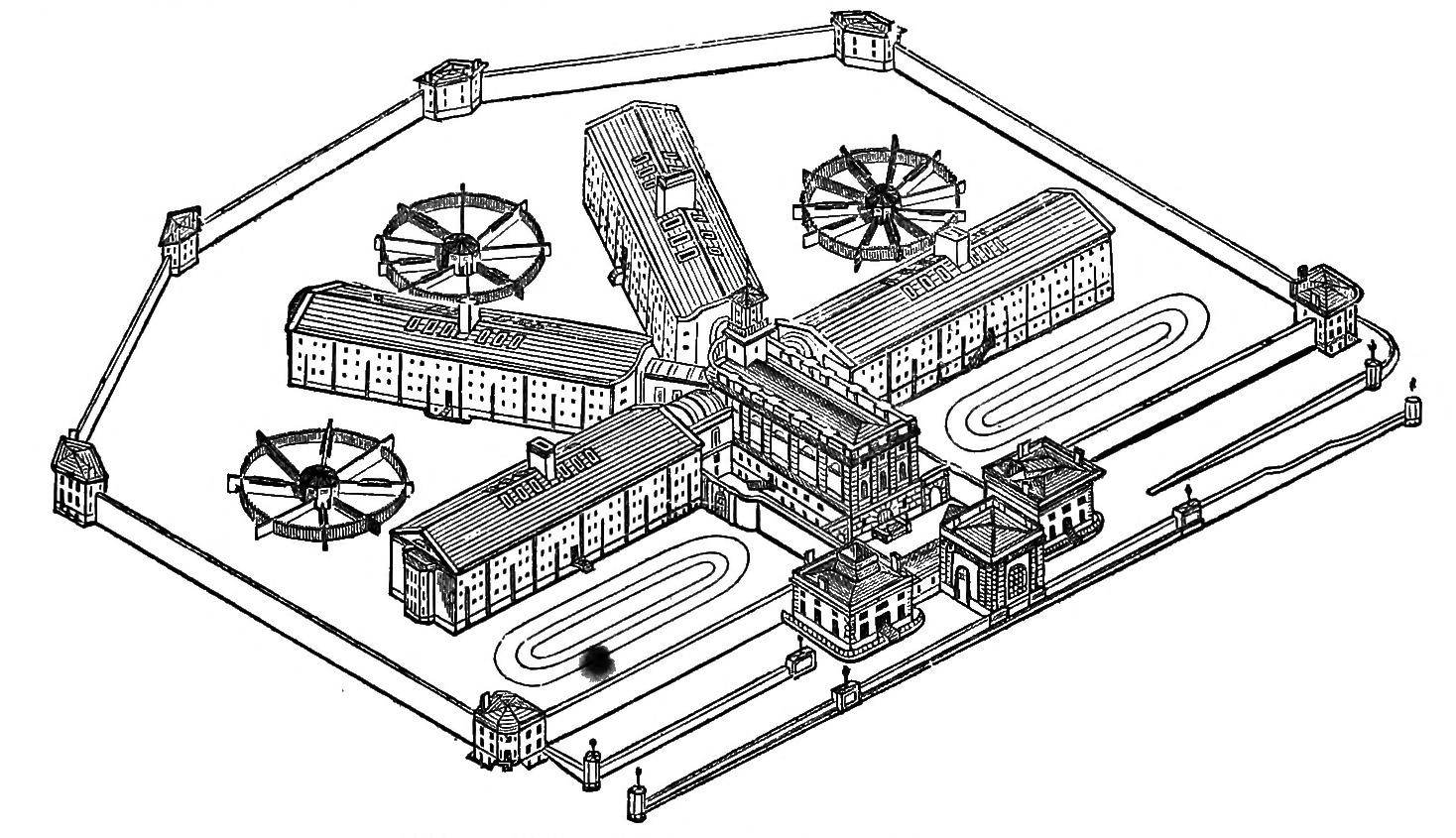
La prison de Pentonville en 1844.

La prison de Pentonville était destinée à recevoir pour un terme d'environ 18 mois les condamnés à la déportation.
Les prisonniers y étaient divisés en trois catégories:
- Les déportés qui, après avoir subi le temps d'épreuve, sont expédiés dans les colonies australiennes et amnistiés sous la condition expresse de ne revenir dans la métropole qu'après l'expiration du temps auquel ils ont été primitivement condamnés ;
- Ceux qui, après les mois d'épreuve, n'offrant pas une amélioration morale suffisante, sont renvoyés à la prison de Millbank avec l'espoir d'un pardon conditionnel et la possibilité d'obtenir le bénéfice de la déportation si, par leur conduite, ils se montrent dignes de cette faveur ;
- Ceux enfin considérés comme incorrigibles et qu'on rend à la Prison de Millbank où ils se trouvent assimilés aux condamnés ordinaires.

La prison innove dans les questions d'hygiène et de santé – morale comme physique – des détenus :

« Le prisonnier au moment de son admission est visité par le médecin puis conduit dans une cellule où il entend la lecture et l'explication des règles qu'il devra suivre et de celles que les gardiens de la prison sont tenus d'observer à son égard. Ayant à sa disposition quelques livres d'instruction et de piété, visité très fréquemment par les employés dont la mission principale est d'obtenir par des exhortations appropriées son amendement rapide et régulièrement tous les mois par un ou plusieurs membres de la commission de surveillance pouvant tous les jours quand le temps est beau se livrer à des exercices en plein air, libre de communiquer de loin en loin avec sa famille, de lui écrire ou de recevoir ses lettres, conservant d'ailleurs en tout temps la faculté de réclamer la visite d'un commissaire et le redressement d'une injustice s'il s y est trouvé exposé le détenu rencontre on le voit dans la vie cellulaire pratiquée à Pentonville tout ce qui peut s'offrir de douceur et de mansuétude dans le châtiment. »